# 124 Alkeste
Alkeste /ælˈkɛstiː/ (định danh hành tinh vi hình: 124 Alkeste) là một tiểu hành tinh lớn thuộc kiểu quang phổ S, ở vành đai chính. Ngày 23 tháng 8 năm 1872, nhà thiên văn học người Mỹ gốc Đức Christian H. F. Peters phát hiện tiểu hành tinh Alkeste khi ông thực hiện quan sát tại Đài quan sát Litchfield từ Đại học Hamilton, New York và đặt tên nó theo Alcestis, một phụ nữ trong thần thoại Hy Lạp.

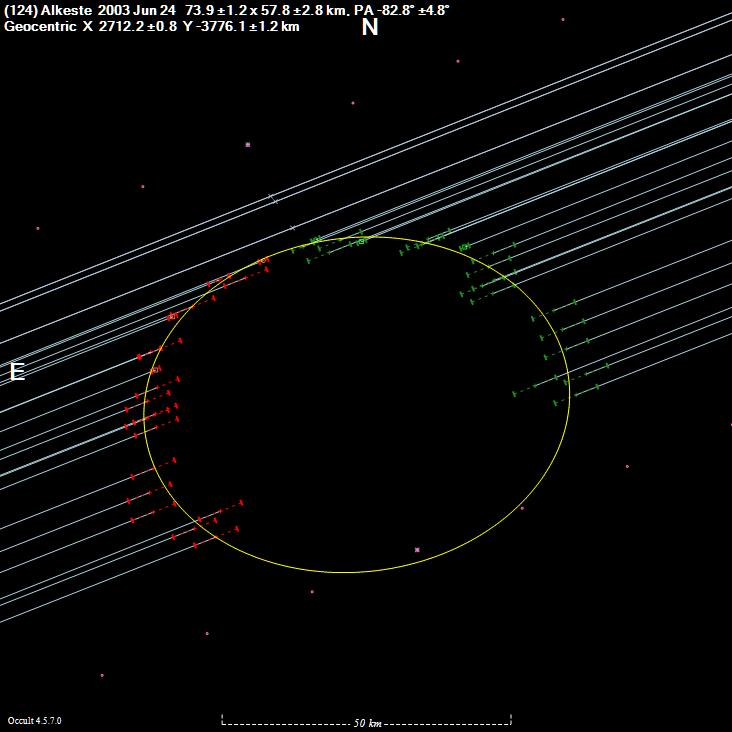
Hình dạng quan sát được của Alkeste từ sự kiện che khuất sao vào năm 2003

Ngày 24 thàng 6 năm 2003, Alkeste che khuất sao được quan sát thấy khi nó đi qua ngôi sao Beta Virginis, cấp sao biểu kiến cấp 3 và cả quá trình này được quan sát từ Úc và New Zealand. Tiểu hành tinh này đã được quan sát thêm trong 3 sự kiện che khuất sao nữa.